# コペンハーゲン (軍馬)
コペンハーゲン（Copenhagen、1808年 - 1836年2月12日）とは、イギリスの競走馬、軍馬である。初代ウェリントン公爵アーサー・ウェルズリーの愛馬。母「レディキャサリン」も軍馬でありグルーブナー騎乗のもと、「コペンハーゲンの戦い」に参戦している。

## 生涯
2歳時にニューマーケットで10回競馬の競走に出走し、ステークスを含む複数の競走を優勝した。1811年に400ギニーで初代ウェリントン子爵アーサー・ウェルズリー（当時）に売却され、1812年から1815年にかけてウェリントンの乗馬として活躍した。体高152センチメートルと小柄ながらかなりの体力の持ち主で、ワーテルローの戦いの際には2日間に渡りほとんど休みなくウェリントンを乗せて戦線を駆けずり回った。晩年はウェリントン夫人のペットとして飼育され、28歳で死亡。ハンプシャーに埋葬された。コペンハーゲンの葬儀においてウェリントンは本馬について「忍耐と根性においてこの馬に比肩する馬を見たことがない」と述べた。
ワーテルローでの活躍が認められ、サラブレッドではなかったにもかかわらずジェネラルスタッドブック第1巻にサラブレッドとして登録されたこともある（のちに第3巻発行時に削除された）。

## 血統表
| コペンハーゲンの血統軽半 エクリプス系 | コペンハーゲンの血統軽半 エクリプス系                                                 | コペンハーゲンの血統軽半 エクリプス系 | （血統表の出典） | （血統表の出典） |
| 父 サラ ミーチャ 不明 不明            | 父の父サラ Eclipse 1764 栃栗毛                                                        |                                       |                  |                  |
| 父 サラ ミーチャ 不明 不明            | 父の父サラ Eclipse 1764 栃栗毛                                                        |                                       |                  |                  |
| 父 サラ ミーチャ 不明 不明            | 父の父サラ Eclipse 1764 栃栗毛                                                        |                                       |                  |                  |
| 父 サラ ミーチャ 不明 不明            | 父の父サラ Eclipse 1764 栃栗毛                                                        |                                       |                  |                  |
| 父 サラ ミーチャ 不明 不明            | 父の母                                                                                |                                       |                  |                  |
| 父 サラ ミーチャ 不明 不明            |                                                                                       |                                       |                  |                  |
| 父 サラ ミーチャ 不明 不明            |                                                                                       |                                       |                  |                  |
| 父 サラ ミーチャ 不明 不明            |                                                                                       |                                       |                  |                  |
| 母 軽半 レディキャサリン 不明 不明    | 母の父サラ ジョンブル 不明 不明                                                       |                                       |                  |                  |
| 母 軽半 レディキャサリン 不明 不明    | 母の父サラ ジョンブル 不明 不明                                                       |                                       |                  |                  |
| 母 軽半 レディキャサリン 不明 不明    | 母の父サラ ジョンブル 不明 不明                                                       |                                       |                  |                  |
| 母 軽半 レディキャサリン 不明 不明    | 母の父サラ ジョンブル 不明 不明                                                       |                                       |                  |                  |
| 母 軽半 レディキャサリン 不明 不明    | 母の母ハンター（またはデンマーク産フレデリックス馬） ラットランドアラビアン 不明 不明 |                                       |                  |                  |
| 母 軽半 レディキャサリン 不明 不明    |                                                                                       |                                       |                  |                  |
| 母 軽半 レディキャサリン 不明 不明    |                                                                                       |                                       |                  |                  |
| 母 軽半 レディキャサリン 不明 不明    |                                                                                       |                                       |                  |                  |